# АКМСУ
АКМСУ — обозначение, присвоенное укороченному автомату, несущему черты АКМ и АКС74У. Долгое время считался редким автоматом советского производства, но фактически является мистификацией неизвестного пакистанского оружейника: оружие собрано из деталей китайского и советского автоматов с добавлением элементов оригинальной конструкции.

## История
Автомат, в дальнейшем получивший обозначение «АКМСУ», поступил в собрание образцов стрелкового оружия Минобороны Великобритании в июне 1986 года. Специалисты компании Royal Ordnance провели оценку автомата и пришли к выводу, что он являлся не принятым на вооружение предшественником АКС74У. В августе 2005 года автомат, вместе с остальными образцами из собрания, передали в Национальный центр огнестрельного оружия (англ. National Firearms Centre, часть Королевской оружейной палаты).
Автомат получил широкую известность после публикации книги японского писателя Масами Токои «AK-47 & Kalashnikov Variation», в которой приведено описание и фотографии этого образца оружия. Информация о нём неоднократно публиковалась в англоязычной литературе. Встречается и в русскоязычных книгах: например, в справочнике А. И. Благовестова «Стрелковое оружие» утверждается, что автомат
Предназначен для вооружения специальных и воздушно-десантных войск. Разработан на базе АКМС.
и приводятся его фотографии и характеристики. С. Б. Монетчиков в книге «История русского автомата» сообщает следующее:
Тогда же был создан ещё один вариант малогабаритного автомата Калашникова АКСМУ, созданного на базе АКС74У, но под 7,62-мм автоматный патрон … предназначался в качестве альтернативы АКС74У для вооружения ВДВ. Однако проект 7,62-мм укороченного автомата Калашникова так и остался только в опытных экземплярах, поскольку выбор калибра стрелкового оружия для Советских Вооружённых сил уже давно был сделан.
На сегодняшний день установлено, что автомат сделан в Пакистане неизвестным оружейником-кустарём с использованием деталей китайского автомата Тип 56 и советского АКМ. Хотя изготовление подделок популярных моделей стрелкового оружия — традиционное ремесло оружейников Дарры, АКМСУ примечателен тем, что не является копией существующего образца оружия.
В США энтузиастами-оружейниками изготавливались копии автомата, а в Китае и на Тайване — его страйкбольные реплики. По состоянию на 2024 год оригинальный АКМСУ хранится в Королевской оружейной палате.

## Конструкция
Принцип действия автомата повторял таковой у автомата Калашникова: автоматика работала по принципу отвода части пороховых газов через отверстие в стенке ствола с длинным ходом газового поршня, объединённого с затворной рамой. Запирание канала ствола осуществлялось поворотом затвора. Режимы огня — непрерывный или с отсечкой по одному выстрелу. Предохранитель — переводчик режимов стрельбы располагался на правой стороне ствольной коробки. Питание — из отъёмного коробчатого магазина от автомата Калашникова.
Ствольная коробка от автомата Тип 56. В отличие от оригинала, на котором заклёпки ствольного вкладыша обычно расположены по диагонали, на АКМСУ они выполнены в ряд. На ствольном вкладыше выбиты клейма: пятиконечная звезда (клеймо автоматов АКМ выпуска Тульского оружейного завода), «1977» (год выпуска) и «483485» (заводской номер). На правой стороне ствольной коробки — поддельные кириллические клейма «АВ» и «ОД» (обозначения режимов огня).
Крышка ствольной коробки откидная, на шарнире. Затвор и затворная рама с укороченным поршнем, вероятно, от автомата АКМ или его копии. Ствол изготовлен из укороченного ствола АКМ или его копии. На дульном срезе установлен массивный пламегаситель оригинальной конструкции. Газовая камора напоминает деталь от автомата АКС74У, но отличается по конструкции. Прицельные приспособления состоят из мушки и поворотного целика по типу АКС74У. Цевьё деревянное, на нижней части выполнена характерная только для АКМСУ рукоятка с отверстием для большого пальца. Приклад складной вниз под цевьё, от автомата АКМС или его копии.

## Комментарии
1. ↑  В ней представлен под обозначением «AKMS Carbine»
2. ↑  Взяты из книги Масами Токои «AK-47 & Kalashnikov Variation»
3. ↑  В ней автомат фигурирует под обозначением «АКСМУ»